# Convention des institutions républicaines
Pour les articles homonymes, voir CIR.
La Convention des institutions républicaines (CIR) est un parti politique français créé par François Mitterrand en 1964, par la réunion de plusieurs clubs politiques issus de la gauche républicaine[pas clair]. Elle disparaît en 1971.

## Historique
La dynamique qui va conduire à la création de la CIR débute en mars 1963, lorsque Charles Hernu, principal animateur du Club des Jacobins, et François Mitterrand qui, après, la dislocation de l'UDSR a rassemblé ses proches au sein d'une Ligue pour le combat républicain, décident de se rapprocher pour fonder le Centre d'action institutionnel.
C'est le CAI qui est à l'origine de la Convention préparatoire des institutions républicaines au Palais d’Orsay qui se réunit à Paris les 6 et 7 juin 1964, qui donne naissance à la Convention des institutions républicaines, confédération qui rassemble 5 000 adhérents répartis en une cinquantaine de clubs divers, dont l'Atelier républicain, Citoyens 60, le Front démocratique européen, le Mouvement démocratique féminin.
D'abord franchement ancrée au centre-gauche, anti-gaulliste, pro-européen et favorable à un modèle de « démocratie économique » que ne renierait pas les radicaux, elle évolue vers la gauche lors de sa deuxième session des 24 et 25 avril 1965. Elle s'affirme pour l'unité de la gauche et accepte le projet — avorté — de Grande Fédération de Gaston Defferre et participe aux négociations en vue de sa constitution. François Mitterrand annonce sa candidature à la présidence de la République le 10 septembre 1965. La CIR signe la Charte de la Fédération de la gauche démocrate et socialiste les 8 et 9 octobre 1965. Lors de la troisième session, la CIR rallie officiellement la candidature de François Mitterrand. Le 9 décembre 1965, François Mitterrand est élu président de la FGDS.
Lors des élections présidentielles des 5 et 19 décembre 1965, François Mitterrand se hisse au second tour, mettant en ballottage le général de Gaulle, qui était donné gagnant au premier tour par nombre d'observateurs.
Ce succès électoral inattendu conduit François Mitterrand à accélérer la structuration de la CIR, dont les statuts sont déposés le 11 janvier 1966. Les 12 et 13 mars 1966, lors de la quatrième session à Lyon, François Mitterrand demande un resserrement des structures de la fédération et préconise la constitution d’un contre-gouvernement, qui est effectivement constitué les 11 et 12 juin 1966. À cette occasion, la CIR à Paris définit un projet de politique étrangère et politique intérieure. Le programme de la FGDS est publié le 14 juillet 1966. 
Le 22 décembre 1966, le PCF et la FGDS adoptent dans une déclaration commune un accord de désistements réciproques en vue des prochaines élections législatives.
Le 20 janvier 1967 sont adoptés des accords électoraux entre la FGDS et le PSU. Lors des élections législatives de mars, la CIR obtient 16 élus dont notamment Roland Dumas, Georges Fillioud, Georges Dayan, André Rousselet, Louis Mermaz, André Labarrère, Louis Périllier, Michel Dreyfus-Schmidt et Claude Estier.
Tandis que se poursuivent à la fois les discussions pour la transformation de la FGDS en organisation plus intégrées et celles pour l'union de la gauche, la mouvement de mai 1968 va perturber les plans de la direction de la CIR. Si, par la conférence de presse du 28 mai, François Mitterrand, qui préconise la constitution d’un gouvernement provisoire sous la direction de Pierre Mendès-France, apparaît toujours comme le chef de file de la gauche de gouvernement, la suite des événements est nettement moins favorable.
L'échec de la gauche aux législatives de juin touche aussi la CIR, qui n'a que deux élus ou réélus : François Mitterrand et Paul Alduy. La FGDS explose en novembre.
La CIR change alors de discours, évoluant plus nettement à gauche et réclamant non plus la fusion des différentes composantes de la gauche non-communiste, mais la création d'un nouveau parti. La onzième session de la CIR à Levallois-Perret des 5 et 6 octobre 1968 propose la "transformation de la propriété des moyens de production", tout en refusant l'étatisation sous la forme soviétique. Elle s'oppose ainsi à la fois au gaullisme, au parti communiste, mais aussi au socialisme de type SFIO, juxtaposant discours marxiste et pratiques purement gestionnaires.
L'année suivante, les discussions en vue de la constitution de ce nouveau parti aboutissent à la création du « Nouveau parti socialiste », dirigé par Alain Savary, mais qui se limite à la réunion de l'union des clubs pour le renouveau de la gauche, de la SFIO et de l'Union des Groupes et Clubs Socialistes, menée par Jean Poperen. La CIR refuse de s'y joindre en même temps qu'elle ne parvient pas à imposer la candidature de Mitterrand à la présidentielle anticipée provoquée par la démission de De Gaulle à la suite de l'échec du référendum sur la régionalisation. Quelques conventionnels feront cependant dissidence, comme André Labarrère et Michel Dreyfus-Schmidt.
Lors des treizièmes assises de la CIR à Saint-Denis les 6 décembre et 7 décembre 1969, la CIR réitère ses propositions en vue de l’unification des socialistes. Elle accepte de mener avec le PSU des actions communes à la base. François Mitterrand propose un plan pour l’élaboration d’un « Contrat socialiste ». Les 23 et 24 mai 1970 ont lieu la quatorzième session de la CIR à Saint-Fons où sont discutées le « Contrat socialiste ». En novembre aux journées nationales de la CIR à Château-Chinon, François Mitterrand relance l’idée d’une unification des socialistes et préconise la fusion du parti socialiste et de la CIR. Les conventionnels approuvent par 587 mandats contre 102 les propositions de François Mitterrand les 12 et 13 décembre 1970 lors de la quinzième session de la CIR à Suresnes.
La première réunion de la Délégation nationale pour l’unification des socialistes a lieu dès le 17 décembre 1970. Elle rend publique un « appel pour l’union des socialistes » et les règles de préparation du congrès d’unification le 1er février 1971. La journée de la CIR à Vienne, dans l’Isère le 16 mai 1971 étudie des propositions relatives aux structures du nouveau parti. Le congrès d’unification des socialistes à Épinay-sur-Seine du 11 au 13 juin 1971 voit une alliance majoritaire se nouer autour de François Mitterrand qui devient Premier Secrétaire du PS.

## Principaux membres de la CIR
- François Mitterrand
- Georges Beauchamp[3]
- Gérard Collomb
- Édith Cresson
- Georges Dayan
- Michel Dreyfus-Schmidt
- Roland Dumas
- Claude Estier
- Marie-Thérèse Eyquem
- Stélio Farandjis
- Georges Fillioud
- Élisabeth Guigou
- Bernard Hazo[4]
- Charles Hernu
- Pierre Joxe
- André Labarrère
- Louis Mermaz
- Louis Mexandeau
- Henri Michel
- Guy Penne
- André Rousselet
- Gérard Saumade
- Daniel Vaillant
- Marc Valle